# Gabriel Mikulas
Gabriel Mikulas (Córdoba, 3 de enero de 1981) es un ex-baloncestista argentino. Con 2.03 metros jugaba en la posición de ala pívot. Compitió en el baloncesto universitario estadounidense con los East Carolina Pirates, y luego completó una larga carrera en su país, jugando en la primera y en la segunda categoría profesional.

## Carrera

### Inicios
Mikulas fue un producto de la cantera del club cordobés Matienzo, donde asistió desde niño junto a su hermano José Mikulas, que también jugaría profesionalmente al baloncesto.
Reclutado por Independiente de General Pico de la Liga Nacional de Básquet para reforzar su equipo de juveniles, hizo su debut con el equipo profesional en la temporada 97-98. En la siguiente temporada entraría dentro de la rotación del plantel que actuaba en el torneo local, pero un año después el entrenador Carlos Bualó lo enviaría a jugar nuevamente con los juveniles. 

### Baloncesto universitario estadounidense
En 2000 aceptó la propuesta de la Universidad del Este de Carolina para sumarse a su equipo de baloncesto, los East Carolina Pirates, el cual competía en la División I de la NCAA. Tras su temporada de freshman allí -que el equipo jugó dentro de la Colonial Athletic Association-, regresó a la Argentina y fichó con Libertad para disputar la serie final de la temporada 2000-01 contra Estudiantes de Olavarría, la cual terminaría en derrota 1-4 para su equipo. 
En los siguientes tres años los Pirates jugaron en la Conference USA, siendo Mikulas titular del equipo (aunque algunas lesiones lo dejaron fuera de muchos partidos). Al finalizar su carrera universitaria, el ala-pívot promedió 12.9 puntos, 6 rebotes y 1.6 asistencias por partido.

### Atenas y Peñarol
Mikulas fichó por dos temporadas con el club Atenas en 2004, que era en esa época uno de los equipos más dominantes del baloncesto profesional argentino. Sin embargo en su paso por el club le tocó vivir un periodo de sequía en materia de títulos, lo que decepcionó a los fanáticos. 
En 2006 se incorporó a Peñarol, club marplatense con el que conquistó su primer y único título como profesional: el Torneo Súper 8 2006. Mikulas jugó todo el año en un excelente nivel, siendo reconocido como el MVP de la temporada. Guio a su equipo a las finales, pero perdieron la serie por 2 a 4 contra Boca. 

### Experiencia en Bélgica
El Sanex Antwerp Giants de la Ligue Ethias contrató a Mikulas para disputar la temporada 2007-08. Esa sería su primera y única experiencia como profesional en Europa. Comenzó siendo titular en el equipo, pero al poco tiempo perdió el puesto y sus minutos de juego decrecieron drásticamente. En enero de 2008 fue definitivamente apartado del plantel. En su paso por Bélgica vio acción solamente en 9 partidos de la liga local y en 3 de la Copa ULEB.

### Retorno a la Argentina
Mikulas retornó a la Argentina tras su frustrado paso por Europa, y jugó los siguientes diez años en la Liga Nacional de Básquet con instituciones como Quimsa, Boca, La Unión de Formosa, Libertad, Sionista, Atenas y Salta Basket. Tuvo siempre un papel protagónico en los equipos para los que jugó, excepto con los salteños, donde llegó al club a principios de diciembre de 2017 como sustituto de Randal Falker, y fue cortado del plantel a fines de marzo de 2018 para hacerle un lugar a Leon Williams.

### Segunda división
Días después de haber abandonado Salta, Mikulas fue incorporado al Barrio Parque de su ciudad natal, para disputar los playoffs de la La Liga Argentina, el torneo de la segunda categoría del baloncesto profesional argentino. El club cordobés tenía la esperanza de que la jerarquía de Mikulas sirviese para lograr el ascenso a la LNB. El equipo progresó sin mucha dificultad en el certamen, pero cayó ante Libertad en las finales de la Conferencia Norte.
Sintiéndose en deuda con Barrio Parque, el veterano jugador acordó continuar participando hasta conseguir el salto de categoría. Sin embargo falló en su primer intento, y en el segundo la temporada fue cancelada debido a la pandemia de COVID-19, por lo que Mikulas decidió retirarse definitivamente.  

### Equipos
| Club                          | País           | Año         |
| ----------------------------- | -------------- | ----------- |
| Independiente de General Pico | Argentina      | 1997 - 2000 |
| East Carolina Pirates         | Estados Unidos | 2000 - 2001 |
| Libertad                      | Argentina      | 2001        |
| East Carolina Pirates         | Estados Unidos | 2001 - 2004 |
| Atenas                        | Argentina      | 2004 - 2006 |
| Peñarol                       | Argentina      | 2006 - 2007 |
| Sanex Antwerp Giants          | Bélgica        | 2007 - 2008 |
| Quimsa                        | Argentina      | 2008 - 2009 |
| Boca Juniors                  | Argentina      | 2009 - 2010 |
| La Unión de Formosa           | Argentina      | 2010 - 2012 |
| Libertad                      | Argentina      | 2012 - 2013 |
| Sionista                      | Argentina      | 2013 - 2014 |
| Atenas                        | Argentina      | 2014 - 2017 |
| Salta Basket                  | Argentina      | 2017 - 2018 |
| Barrio Parque                 | Argentina      | 2018 - 2020 |

## Selección nacional
Mikulas fue miembro de los seleccionados juveniles de baloncesto de la Argentina, disputando diversos campeonatos con el equipo, incluyendo el Campeonato Mundial de Baloncesto Sub-21 Masculino de 2001 como parte de un plantel en el que también estaban Federico Kammerichs, Carlos Delfino y Luis Scola, y que terminó ubicado en el tercer puesto.  
A la selección mayor solamente fue convocado para disputar el torneo de baloncesto de los Juegos Panamericanos de 2007. 

## Palmarés

### Clubes
- Torneo Súper 8 con Peñarol de Mar del Plata en 2006.

### Selección nacional
- Campeonato Sudamericano de Baloncesto Junior de 1998
- Campeonato FIBA Américas Sub-21 de 2000
- Campeonato Mundial de Baloncesto Sub-21 Masculino de 2001